# Celama ochropoda
Celama ochropoda är en fjärilsart som beskrevs av Adalbert Seitz 1913. Celama ochropoda ingår i släktet Celama och familjen trågspinnare. Inga underarter finns listade i Catalogue of Life.